# 1983年のスポーツ
1983年のスポーツ（1983ねんのスポーツ）では、1983年（昭和58年）のスポーツ関連の出来事についてまとめる。

## できごと
- 1月23日 - 第1回全国都道府県対抗女子駅伝開催
- 2月13日 - ゴルフの青木功、ハワイアン・オープンで優勝、日本男性初の全米ツアー優勝
- 2月24日 - 渡辺二郎がKO勝ちで世界ジュニアバンタム級王座を防衛した[1]
- 2月27日 - スピードスケートの黒岩彰、世界スプリント選手権で日本人初の総合優勝
- 6月3日 - 日本プロ野球の福本豊、盗塁939の世界新
- 7月9日～10日 - 初のシンクロナイズドスイミング単独の国際大会、東京で開催
- 11月13日 - ミスターシービーが菊花賞に勝ち、日本競馬史上3頭目の三冠馬に
- 11月13日 - 世界初の公認車いす大会として第3回大分国際車いすマラソン大会開催
- 12月3日 - ドイツ・スポーツ連盟総会、「スポーツと平和についての決議」を可決

## 総合競技大会
- 第10回世界ろう者冬季競技大会（イタリア・マドンナ・1月16日～23日） - 日本の獲得メダル:なし
- 第11回冬季ユニバーシアード（ブルガリア・ソフィア・2月18日～27日） - 日本の獲得メダル:金1、銀0、銅0
- 第12回夏季ユニバーシアード（カナダ・エドモントン・7月1日～11日） - 日本の獲得メダル:金2、銀3、銅6
- 第6回スペシャルオリンピックス夏季世界大会（アメリカ・バトンルージュ・7月12日～18日）
- 第38回あかぎ国体（冬季スケート - 群馬県・1月26日～31日、冬季スキー - 群馬県・2月22日～25日、夏季 - 群馬県、東京都・9月11日～14日、秋季 - 群馬県・10月15日～20日） - マスコットが初めて登場
天皇杯順位：優勝 群馬県、第2位 東京都、第3位 埼玉県
皇后杯順位：優勝 群馬県、第2位 東京都、第3位 兵庫県

## アイスホッケー
- スタンレーカップ決勝（1982-1983シーズン）
ニューヨーク・アイランダース （4戦全勝） エドモントン・オイラーズ

## アメリカンフットボール

### NFL
- AFCチャンピオンシップゲーム（1月23日、マイアミ・オレンジボウル）
マイアミ・ドルフィンズ 14 - 0 ニューヨーク・ジェッツ
- NFCチャンピオンシップゲーム（1月22日、RFKスタジアム）
ワシントン・レッドスキンズ 31 - 17 ダラス・カウボーイズ
- 第17回スーパーボウル（1月30日、カリフォルニア州ローズボウル）
ワシントン・レッドスキンズ (NFC、初優勝) 27-17 マイアミ・ドルフィンズ (AFC)

### 日本の大会
- 第38回毎日甲子園ボウル(12月11日、兵庫県西宮市・阪神甲子園球場）
京都大学ギャングスターズ (関西学生代表) 30-14 日本大学フェニックス (関東学生代表)

## 競馬
- 桜花賞（4月10日）優勝 : シャダイソフィア（騎手 : 猿橋重利）
- 皐月賞（4月17日）優勝 : ミスターシービー（騎手 : 吉永正人）
- 天皇賞（春）（4月29日） 優勝 : アンバーシャダイ（騎手 : 加藤和宏）
- オークス（5月22日) 優勝 : ダイナカール（騎手 : 岡部幸雄）
- 日本ダービー（5月29日) 優勝 : ミスターシービー（騎手 : 吉永正人）
- 天皇賞（秋）（10月30日） 優勝 : キョウエイプロミス（騎手 : 柴田政人）
- 菊花賞（11月13日） 優勝 : ミスターシービー（騎手 : 吉永正人）

## ゴルフ

### 世界4大大会（男子）
- マスターズ優勝者：セベ・バレステロス（スペイン）
- 全米オープン優勝者：ラリー・ネルソン（アメリカ）
- 全英オープン優勝者：トム・ワトソン（アメリカ）
- 全米プロゴルフ優勝者：ハル・サットン（アメリカ）

ワトソンが全英オープンで、2年連続5度目の優勝。この大会で数々の記念碑を樹立してきたワトソンの最後のメジャー優勝になる。

### 世界4大大会（女子）
- ナビスコ・ダイナ・ショア大会優勝者：エミー・オールコット（アメリカ）
- 全米女子プロゴルフ優勝者：パティ・シーハン（アメリカ）
- 全米女子オープン優勝者：ジャン・スティーフンソン（オーストラリア）
- デュモーリエ・クラシック優勝者：ホリス・ステーシー（アメリカ）

### 第25回ライダーカップ
- 10月14日-16日、PGAナショナルゴルフクラブ（フロリダ州パームビーチガーデンズ）
- アメリカ合衆国 14½ - 13½  欧州連合

### 日本
- 賞金王（男子）：中島常幸
- 賞金女王：涂阿玉

## サッカー
- 第62回天皇杯全日本サッカー選手権大会決勝
ヤマハ発動機 1-0 フジタ工業
- 日本サッカーリーグ
1部優勝：読売クラブ
2部優勝：日本鋼管

## 自転車競技

### トラックレース
- 世界選手権トラック競技（8月22日～28日・スイス・チューリッヒ）
プロ・スクラッチ優勝：中野浩一（7連覇。同種目最多連覇記録達成。）
プロ・ケイリン優勝：ウース・フローラー

### ロードレース
- 第66回ジロ・デ・イタリア
総合優勝：ジュゼッペ・サローニ（イタリア）
- 第70回ツール・ド・フランス
総合優勝：ローラン・フィニョン（フランス）
- 世界選手権
プロ・個人ロードレース優勝:グレッグ・レモン （アメリカ）

## テニス

### グランドスラム
- 全仏オープン　男子単優勝：ヤニック・ノア（フランス）、女子単優勝：クリス・エバート・ロイド（アメリカ）
- ウィンブルドン　男子単優勝：ジョン・マッケンロー（アメリカ）、女子単優勝：マルチナ・ナブラチロワ（アメリカ）
- 全米オープン　男子単優勝：ジミー・コナーズ（アメリカ）、女子単優勝：マルチナ・ナブラチロワ（アメリカ）
- 全豪オープン　男子単優勝：マッツ・ビランデル（スウェーデン）、女子単優勝：マルチナ・ナブラチロワ（アメリカ）

女子のナブラチロワが全盛期に入る。コナーズは全米オープンで2年連続5度目の優勝。全仏オープンの男子シングルスで、ノアが地元の男子選手として37年ぶりの優勝を飾ったが、これを最後にフランス人のテニス選手は4大大会の男子シングルス優勝がない。

## プロレス
- プロレス大賞MVP:ジャンボ鶴田（全日本プロレス）
- IWGP王者決定リーグ戦（新日本プロレス）優勝：ハルク・ホーガン（初優勝）

決勝戦でのアントニオ猪木の“舌出し失神事件”は、一般マスコミも取り上げるほど問題となった。
- 世界最強タッグ決定リーグ戦（全日本プロレス） 優勝：スタン・ハンセン&ブルーザー・ブロディ組

## ボクシング
- 渡辺二郎がルイス・イパネスに8RKO勝ちで、世界ジュニアバンタム級王座を防衛した[2]。
- ブルース・カリーが赤井英和ルイス・イパネスに7RKO勝ち。世界ジュニアウェルター級王座を防衛した[3]。

## モータースポーツ
- 全日本F2　ジェフ・リース
- 鈴鹿F2　星野一義
- 富士GC　松本恵二
- 全日本耐久選手権　バーン・シュパン
- 世界耐久選手権・日本大会　デレック・ベル/ステファン・ベロフ組ポルシェ956が優勝
- ホンダ、F1に復帰

## 野球
- 巨人戦の年間平均視聴率が史上最高の27.1%を記録する。

## ラグビー
- 日本ラグビーフットボール選手権大会決勝（国立霞ヶ丘競技場陸上競技場・1月15日）
新日鉄釜石 21-8 同志社大学

## 陸上競技
- 第1回世界陸上競技選手権大会（ヘルシンキ・8月7日～14日）

## 誕生

### 1月
- 1月16日 - 坂田大輔（神奈川県、サッカー）
- 1月25日 - 今野泰幸（宮城県、サッカー）

### 2月
- 2月2日 - カロリナ・クリュフト（スウェーデン、陸上競技）
- 2月10日 - マテイ・トート（スロバキア、陸上競技）[4]
- 2月19日 - 小林大悟（静岡県、サッカー）

### 3月
- 3月13日 - ケイトリン・サンデノ（アメリカ合衆国、水泳）
- 3月20日 - 川島永嗣（埼玉県、サッカー）
- 3月26日 - 丸山桂里奈（東京都、サッカー）

### 4月
- 4月6日 - 永田充（静岡県、サッカー）
- 4月8日 - アナスタシア・エルマコワ（ロシア、シンクロナイズドスイミング）
- 4月9日 - 風見尚（東京都、陸上競技）
- 4月12日 - エレナ・ドキッチ（オーストラリア、テニス）
- 4月23日 - ダニエラ・ハンチュコバ（スロバキア、テニス）
- 4月24日 - 湯浅直樹（北海道、アルペンスキー）
- 4月29日 - ジェイ・カトラー（アメリカ合衆国、アメリカンフットボール）

### 5月
- 5月1日 - 正面健司（大阪府、ラグビー）
- 5月9日 - 奥村幸大（大阪府、水泳）
- 5月12日 - アリーナ・カバエワ（ロシア、新体操）
- 5月12日 - 高山勝成（大阪府、ボクシング）
- 5月19日 - ルスラン・カラエフ（北オセチア、キックボクシング）

### 6月
- 6月5日 - 戸本一真（岐阜県、馬術）
- 6月8日 - キム・クライシュテルス（ベルギー、テニス）
- 6月12日 - ブライアン・ハバナ（南アフリカ共和国、ラグビー）

### 7月
- 7月1日 - 上野順恵（北海道、柔道）
- 7月5日 - 小椋久美子（三重県、バドミントン）
- 7月5日 - 鄭潔（中国、テニス）
- 7月13日 - 劉翔（中国、陸上競技）
- 7月23日 - アーロン・ピアソル（アメリカ合衆国、水泳）

### 8月
- 8月6日 - ロビン・ファン・ペルシ（オランダ、サッカー）
- 8月26日 - フェリペ・メロ（ブラジル、サッカー）
- 8月31日 - ラリー・フィッツジェラルド（アメリカ合衆国、アメリカンフットボール）

### 9月
- 9月16日 - カースティ・コベントリー（ジンバブエ、水泳）
- 9月26日 - 河合龍一 (北海道、アイスホッケー)
- 9月30日 - アンドレーア・ラドゥカン（ルーマニア、体操）
- 9月30日 - 潮田玲子（福岡県、バドミントン）

### 10月
- 10月2日 - 福元美穂（鹿児島県、サッカー）
- 10月5日 - 林祐征（徳島県、サッカー）
- 10月20日 - シュテファン・ホッケ（ドイツ、スキージャンプ）
- 10月26日 - 乾絵美（兵庫県、ソフトボール）

### 11月
- 11月4日 - 竹本貴志（広島県、競馬、+2004年）
- 11月17日 - ジョディ・ヘンリー（オーストラリア、水泳）
- 11月19日 - メセレト・デファー（エチオピア、陸上競技）

### 12月
- 12月2日 - アーロン・ロジャース（アメリカ合衆国、アメリカンフットボール）
- 12月13日 - オティリア・イェジェイチャク（ポーランド、水泳）
- 12月14日 - 齊藤哲也 (北海道、アイスホッケー)
- 12月22日 - 上原彩子（沖縄県、ゴルフ）
- 12月28日 - 中村藍子（大阪府、テニス）

## 死去
- 1月20日 - ガリンシャ（ブラジル、サッカー、*1933年）
- 1月24日 - ホアン・ザバラ（アルゼンチン、マラソン、*1911年）
- 2月14日 - リナ・ラトケ（ドイツ、陸上競技、*1903年）
- 3月13日 - ルイゾン・ボベ（フランス、自転車競技、*1925年）
- 4月15日 - 八田一朗（広島県、レスリング、*1906年）
- 4月23日 - クラレンス・クラッブ（アメリカ、水泳、*1908年）
- 4月23日 - マルグリット・ブロクディス（フランス、テニス、*1893年）
- 5月1日 - ジョージ・ホジソン（カナダ、水泳、*1893年）
- 5月31日 - ジャック・デンプシー（アメリカ、ボクシング、*1895年）
- 6月25日 - オッドビョルン・ハーイェン（ノルウェー、ノルディックスキー、*1908年）
- 9月4日 - 猫田勝敏（広島県、バレーボール、*1944年）
- 9月8日 - アントナン・マーニュ（フランス、自転車競技、*1904年）
- 10月14日 - 依田郁子（長野県、陸上競技、*1938年）
- 10月31日 - ジョージ・ハラス（アメリカ、アメリカンフットボール、*1895年）
- 11月2日 - 大豪久照（香川県、相撲、*1937年）
- 11月13日 - 金栗四三（熊本県、マラソン、*1891年）